# Europäischer Filmpreis

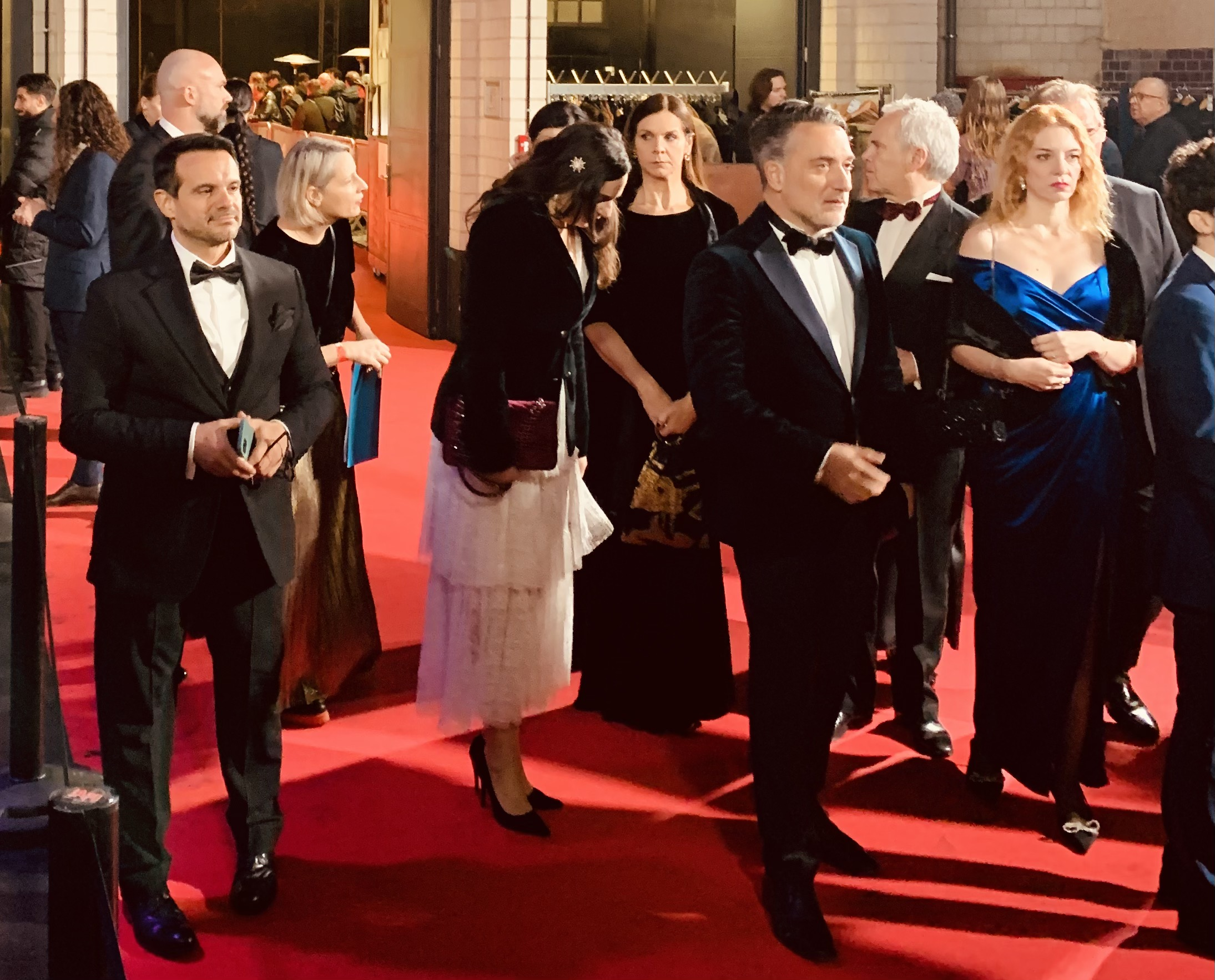
Roter Teppich während des Europäischen Filmpreis in Berlin (2023)

Der Europäische Filmpreis ist ein paneuropäischer Filmpreis, der seit 1988 von der Europäischen Filmakademie (EFA) verliehen wird. Die Auszeichnung wird in über 20 Kategorien vergeben und zählt zu den renommierten Filmpreisen in Europa.
Die letzte Ausgabe war die 37. Verleihung und fand am 7. Dezember 2024 in Luzern statt. Die nächste Ausgabe findet im Januar 2026 in Berlin statt.

## Geschichte
Der Europäische Filmpreis, bis 1997 auch unter dem Namen Felix bekannt, war eine Reaktion auf den Bedeutungsverlust des europäischen Films in den 80er Jahren. Der Felix sollte die Aufmerksamkeit des Publikums wieder auf europäische Filme lenken und das europäische Kino stärken.
Die ersten Felixe wurden am 26. November 1988 in Berlin, in dem Jahr Kulturhauptstadt Europas, vergeben.

## Preistrophäe

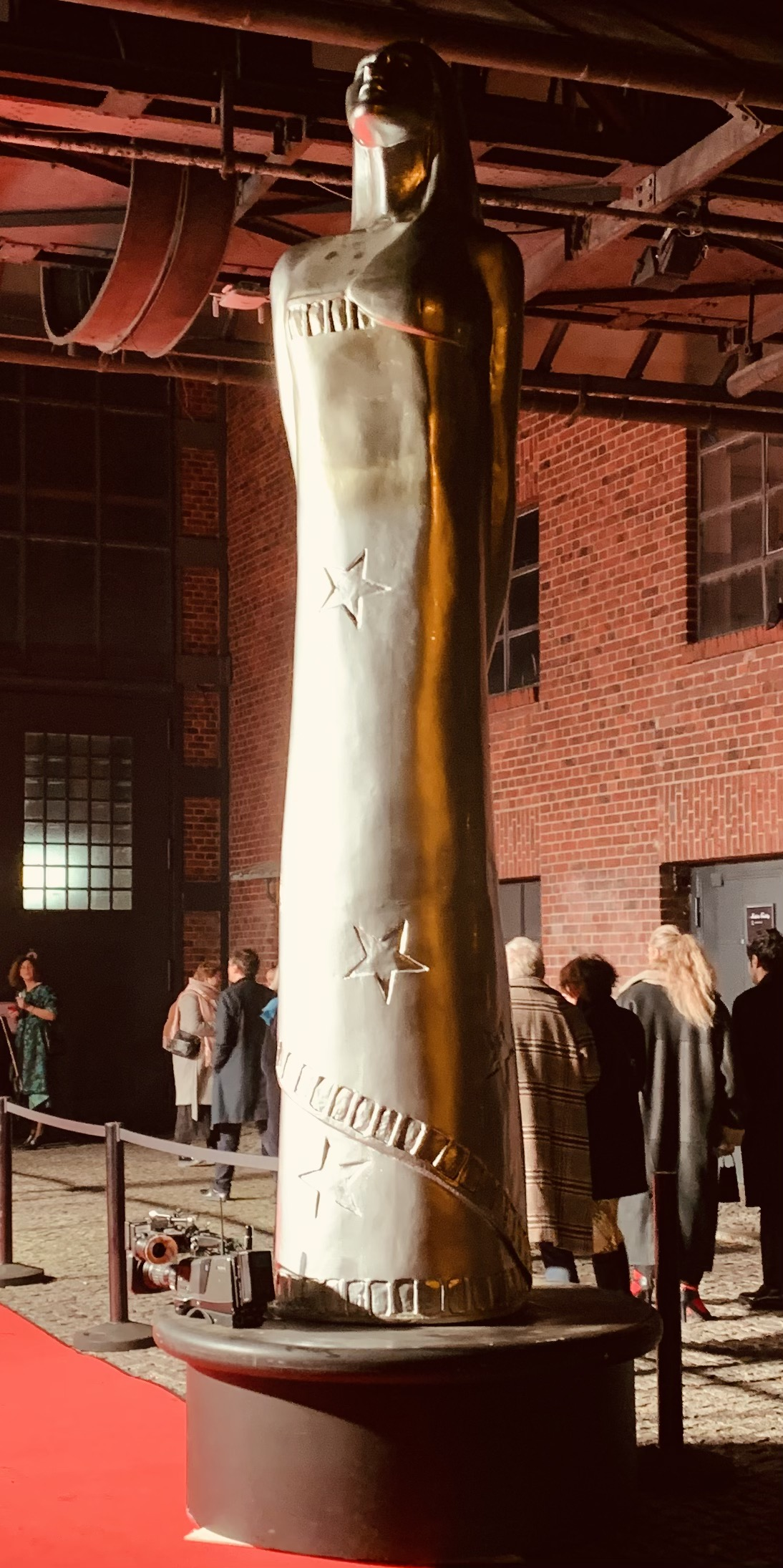
Skulptur der Filmpreis-Statuette

Bis 1996 wurde eine von Markus Lüpertz entworfene Preistrophäe namens Felix überreicht, die einen Mann mit Taube in der Hand zeigte. 1997 wurde diese gegen eine silberfarbene Statuette ausgetauscht, die eine langhaarige Frau mit einem mit Europa-Sternen besetzten Kleid zeigt. Die namenlose Preistrophäe wurde von dem Briten Theo Fennell entworfen.

## Nominierungsverfahren

### Zulassungskriterien
Für den Europäischen Filmpreis nominierbar sind u. a. Filme, deren Regisseur oder Regisseurin in Europa geboren ist oder über einen Pass eines europäischen Landes verfügt. Zudem müssen die Filme von mindestens einem der gegenwärtig 52 EFA-Mitgliedsstaaten koproduziert sein (Stand: 2024).
2019 wurden die Regularien geändert, mit dem Ziel einer Reduzierung der Anzahl der ausgewählten Filme, einer Demokratisierung des Nominierungsverfahren und einer Gleichbehandlung aller Mitgliedsländer der EFA. Unter anderem wurde die Direktwahl von Spielfilmen der 20 Länder mit den meisten EFA-Mitgliedern abgeschafft. Um an den EFAs teilnehmen zu können, muss ein Film zusätzlich zu den bisherigen Kriterien entweder eine Auszeichnung bei einem großen Festival erhalten haben oder für große Aufmerksamkeit bei Filmfestivals gesorgt haben oder in mindestens drei Länder (bei Dokumentationen ein Land) verkauft oder verliehen worden sein.
Lange Spiel- und Animationsfilme
Jedes Jahr gibt die Europäische Filmakademie (EFA) und die EFA Productions GmbH in Berlin eine Auswahlliste („Longlist“) mit circa 40 Spielfilmen bekannt, die für eine Nominierung in Frage kommen. Alle Produktionen müssen zwischen Juli des vorherigen und Juni des Jahres der Bekanntgabe öffentlich auf Festivals oder in Kinos gezeigt worden sein. 20 von diesen Filmen gelangen durch die Wahl der EFA-Mitglieder in den jeweiligen europäischen Ländern direkt auf die Liste. Die restlichen 20 Filme werden unter anderem von europäischen Filminstitutionen, Festivals und Fachzeitschriften vorgeschlagen und durch ein Auswahlkomitee ermittelt, das aus Mitgliedern des EFA-Vorstandes und einer Expertengruppe besteht. Über die Nominierten in den einzelnen Kategorien stimmen in den nächsten Wochen die 2500 Mitglieder der Europäischen Filmakademie wie auch bei der Oscarverleihung per Briefwahl ab. Sie erhalten dafür kostenfreie Kopien der Filme zugestellt. Die Nominierungen werden jedes Jahr Anfang November, auf dem Europäischen Filmfestival von Sevilla bekanntgegeben. In einem zweiten Wahlgang stimmen dann die EFA-Mitglieder bis zur Verleihung über die Gewinner der einzelnen Kategorien ab.
Produzenten von europäischen Spielfilmproduktionen, die nicht auf der Liste der empfohlenen Filme vertreten sind, haben nach den geltenden Regularien das Recht, den Mitgliedern der EFA auf eigene Kosten ihre Filme als Kandidaten für eine Nominierung zuzusenden. Dies geschah beispielsweise 2008 im Fall von So viele Jahre liebe ich dich, für den die Britin Kristin Scott Thomas mit dem Darstellerpreis ausgezeichnet wurde.
Lange Dokumentarfilme
Zugelassen sind Dokumentarfilme mit einer Laufzeit von mindestens 70 Minuten. Diese müssen entweder an einem von der EFA anerkannten Festival ausgezeichnet, auf internationalen Festivals gezeigt worden sein oder in mindestens drei Ländern einen Kinostart gehabt haben, oder in drei Länder für eine Kinoauswertung verkauft worden sein. Eine Kommission, bestehend aus Mitgliedern der Filmakademie, bestimmt 12 Filme, die danach allen Mitgliedern der Europäischen Filmakademie zur Nomination vorgeschlagen werden. Alle EFA-Mitglieder entscheiden über den Gewinnerfilm, der bei der Verleihung der Europäischen Filmpreise bekanntgegeben wird.
Kurzfilme
Für die Nominierungen in den Kategorien Bester europäischer Kurzfilm und sind Dokumentar-, Spiel-, Animations- und Experimentalfilme mit einer Spieldauer von bis zu 30 Minuten berechtigt. Die Qualifikation läuft über Partnerfestivals (aktuell 29 Festivals, Stand Januar 2023): an jedem Partnerfestival bestimmt die Jury einen Kandidaten für den EFA. Aus diesen qualifizierten Filmen wählen die Partnerfestivals die fünf nominierten Filme. Die EFA-Mitglieder wählen dann aus den fünf Nominationen den Gewinnerfilm.

## Preisverleihung
Der Europäische Filmpreis wird jeweils an einem Samstag im Dezember im Rahmen einer Fernsehgala verliehen, die seit 1997 in ungeraden Jahren in Berlin, dem Sitz der Akademie, und in geraden Jahren in einer anderen europäischen Stadt stattfindet (Ausnahme 2009 Bochum).
Für 2025 ist keine Verleihung vorgesehen, nach der 37. Ausgabe im Dezember 2024 soll die 38. Verleihung Mitte Januar 2026 stattfinden. Die Europäische Filmakademie verspricht sich von der Terminverschiebung eine bessere Sichtbarkeit in der internationalen Preisverleihungssaison. Dadurch soll der Filmpreis fortan am Wochenende nach den Golden Globe Awards und vor Ende der Nominierungsabstimmung für die Oscars stattfinden. Vorangegangen waren Gespräche mit der Academy of Motion Picture Arts and Sciences (Vergabe des Oscars), der Hollywood Foreign Press Association (Golden Globes) und der britischen BAFTA (BAFTA Awards) sowie mit dem Management von kurze Zeit nach der Preisverleihung stattfindenden Filmfestivals wie Sundance, Göteborg, Rotterdam und der Berlinale. Die Bekanntgabe der Nominierungen Mitte November soll beibehalten werden. Dafür soll sich die Filmakademie-Initiative „Monat des europäischen Films“ verlängern und perspektivisch über Europa hinaus ausgedehnt werden.

### Veranstaltungsorte
| Ort                | Land                   | Anzahl | Jahre |
| ------------------ | ---------------------- | ------ | --- |
| Barcelona          | Spanien                | 1      | 2004 |
| Berlin             | Deutschland            | 17     | 1988, 1993, 1994, 1995, 1997, 1999, 2001, 2003, 2005, 2007, 2011, 2013, 2015, 2017, 2019, 2020, 2021, 2023 |
| Bochum             | Deutschland            | 1      | 2009 |
| Breslau            | Polen                  | 1      | 2016 |
| Glasgow            | Vereinigtes Königreich | 1      | 1990 |
| Kopenhagen         | Dänemark               | 1      | 2008 |
| London             | Vereinigtes Königreich | 1      | 1998 |
| Luzern             | Schweiz                | 1      | 2024 |
| Paris              | Frankreich             | 2      | 1989, 2000                                                                                                 |
| Potsdam-Babelsberg | Deutschland            | 3      | 1991, 1992, 1996                                                                                           |
| Reykjavík          | Island                 | 1      | 2022 |
| Riga               | Lettland               | 1      | 2014 |
| Rom                | Italien                | 1      | 2002 |
| Sevilla            | Spanien                | 1      | 2018 |
| Tallinn            | Estland                | 1      | 2010 |
| Valletta           | Malta                  | 1      | 2012 |
| Warschau           | Polen                  | 1      | 2006 |

## Kategorien
Neben dem Hauptpreis für den besten europäischen Film werden verschiedene weitere Preise verliehen, 2022 sind es insgesamt 26 ausgelobte Kategorien, darunter auch fünf Ehren- beziehungsweise Sonderpreise sowie drei Publikumspreise. Der Großteil der Gewinner wird von den EFA-Mitgliedern bestimmt.
Filmkategorien
| Kategorie             | Originalbezeichnung                | verliehen seit |
| --------------------- | ---------------------------------- | -------------- |
| Bester Film           | European Film                      | 1988           |
| Bester Nachwuchsfilm  | European Discovery – Prix FIPRESCI | 1988           |
| Bester Dokumentarfilm | European Documentary               | 1989           |
| Bester Animationsfilm | European Animated Feature Film     | 2009           |
| Bester Kurzfilm       | European Short Film                | 1998           |

Filmschaffende
| Kategorie              | Originalbezeichnung                                                     | verliehen seit |
| ---------------------- | ----------------------------------------------------------------------- | -------------- |
| Beste Regie            | European Director                                                       | 1988           |
| Beste Darstellerin     | European Actress                                                        | 1988           |
| Bester Darsteller      | European Actor                                                          | 1988           |
| Bestes Drehbuch        | European Screenwriter                                                   | 1988           |
| Beste Kamera           | European Cinematography / Carlo Di Palma European Cinematographer Award | 1988           |
| Bester Schnitt         | European Editing                                                        | 1991           |
| Bestes Szenenbild      | European Production Design                                              | 1988           |
| Bestes Kostümbild      | European Costume Design                                                 | 2013           |
| Bestes Maskenbild      | European Hair & Make-Up                                                 | 2016           |
| Beste Filmmusik        | European Original Score                                                 | 1989           |
| Bester Ton             | European Sound                                                          | 2013           |
| Beste visuelle Effekte | European Visual Effects                                                 | 2018           |

Ehren- und Sonderpreise
| Kategorie                                 | Originalbezeichnung                               | verliehen seit |
| ----------------------------------------- | ------------------------------------------------- | -------------- |
| Europäischer Filmpreis für ein Lebenswerk | European Film Academy Lifetime Achievement Award  | 1988           |
| Beste europäische Leistung im Weltkino    | European Achievement in World Cinema              | 1997           |
| Ehrenpreis                                | Honorary Award                                    | 2007           |
| Koproduzentenpreis                        | Co-Production Award – Prix EURIMAGES              | 2007           |
| Nachhaltigkeitspreis                      | European Sustainability Award – Prix Film4Climate | 2022           |

Publikumspreise
| Kategorie                      | Originalbezeichnung                   | verliehen seit |
| ------------------------------ | ------------------------------------- | -------------- |
| Publikumspreis – Bester Film   | EFA People’s Choice Award             | 2006           |
| Bester Kinderfilm              | EFA Young Audience Award (YAA)        | 2012           |
| European University Film Award | European University Film Award (EUFA) | 2016           |

Ehemals vergebene Kategorien
- Beste Komödie (2013–2022)
- Innovatives Storytelling (2020–2022)
- Bester Newcomer-Film (1988–1996)
- Bester Nebendarsteller (1988, 1990–1992)
- Beste Nebendarstellerin (1988, 1990–1992)
- Beste Nebenrolle (beide Geschlechter, 1989)
- Special Aspect Award (1988)
- Bester künstlerischer Beitrag (Prix d’Excellence) (2006–2009)
- Bester nicht-europäischer Film (Prix Screen International) (1996–2005)
- Jameson-Publikumspreis – Bester Darsteller (1997–2005)
- Jameson-Publikumspreis – Beste Darstellerin (1997–2005)
- Jameson-Publikumspreis – Beste Regie (1998–2005)

Bis 2009 wurde im Rahmen der Preisverleihung auch der Europäische FIPRESCI-Preis (Critics Award – Prix Fipresci) der Fédération Internationale de la Presse Cinématographique (FIPRESCI) vergeben.